# Ernest Arnfield
Ernest Arnfield (Mellor, 25 dicembre 1853 – Southampton, 8 agosto 1945) è stato un allenatore di calcio inglese.

## Carriera
Arnfield approdò per la prima volta sulla panchina del Southampton nel 1897. Durante il suo primo mandato al The Dell, riuscì a vincere per 5 volte il campionato di Southern Football League, raggiungendo in due occasioni la finale di FA Cup (1900 e 1902). Nel maggio 1911 viene esonerato e sostituito da George Swift. Nel giugno del 1912, dopo le dimissioni di Swift, viene richiamato in panchina. Lasciò definitivamente il club nel 1919 dopo un totale di 17 stagioni alla guida.

## Palmarès

### Competizioni nazionali
- Southern Football League: 5

Southampton: 1897-1898, 1898-1899, 1900-1901, 1902-1903, 1903-1904